# Stefano Botta
Stefano Botta (Como, 3 novembre 1986) è un calciatore italiano, centrocampista del Ligorna.
Stefano Botta è sposato con Michela Minuto da cui ha avuto tre figli: Aurora, Gabriele e Alice.

## Caratteristiche tecniche
Il suo ruolo naturale è quello di ala sinistra, ma può adattarsi a giocare anche a centrocampo.

## Carriera
Ha iniziato la sua carriera nella Porlezzese, club della provincia di Como, approdando in seguito nelle giovanili del Lugano.
Nella stagione 2004-2005 passa alla prima squadra e partecipa al campionato svizzero, precisamente alla Challenge League (seconda divisione), collezionando 31 presenze. Nel 2005 si svincola dal Lugano e si trasferisce al Genoa, dove trascorre due stagioni: la prima in serie C1 e la seconda in Serie B, nella quale colleziona 25 presenze e 2 reti.
Per la stagione 2007-2008 si trasferisce in prestito al Cesena. Qui colleziona 27 presenze di cui 24 da titolare; l'annata culmina però con la retrocessione della squadra romagnola.
Rientrato al Genoa, il 1º settembre 2008 passa al Vicenza in prestito con diritto di riscatto a favore dei biancorossi. Il 4 ottobre 2008 segna il suo primo gol con il Vicenza nel derby con il Cittadella. Al termine della stagione è stato riscattato dai vicentini che hanno versato nelle casse rossoblu la somma di 200 000 euro.
Il 9 agosto 2012 dopo essere rimasto svincolato firma un biennale con la Ternana e conclude la prima stagione collezionando 21 presenze. Nell'annata successiva gioca altre sole 6 partite di campionato.
Il 31 gennaio 2014 si trasferisce in Lega Pro Prima Divisione all'Entella, club del levante ligure. Debutta il 23 febbraio in Entella-Südtirol 2-0 subentrando al compagno Adrián Ricchiuti al 90º. Gioca la sua prima partita da titolare il 14 marzo in Entella-Reggiana 1-0, la partita del Centenario biancoceleste. Con 9 presenze complessive contribuisce alla storica promozione in Serie B. Nella stagione 2014-2015 si conferma titolare a centrocampo giocando quasi sempre in coppia con il capitano Gennaro Volpe ma con 33 presenze e 1 gol non riesce ad evitare la retrocessione dei biancocelesti dopo aver perso i play-out contro il Modena. A fine stagione rimane svincolato.
Il 28 dicembre 2015 firma un contratto con la Lucchese, squadra militante nel girone B di Lega Pro.
Il 28 agosto 2016 dopo anni di corteggiamento, il Ds Gabriele Martino riesce a portarlo alla Reggina, dove rimane una solo stagione prima di trasferirsi al Bassano Virtus.
Il 18 luglio viene acquistato dalla Vis Pesaro, militante in Serie C. Dopo aver collezionato 33 presenze in 2 anni con i pesaresi firma con il Ligorna.

## Statistiche

### Presenze e reti nei club
Statistiche aggiornate al 4 maggio 2025.
| Stagione          | Squadra           | Campionato        | Campionato | Campionato | Coppe nazionali | Coppe nazionali | Coppe nazionali | Coppe europee | Coppe europee | Coppe europee | Altre coppe | Altre coppe | Altre coppe | Totale | Totale |
| Stagione          | Squadra           | Comp              | Pres       | Reti       | Comp            | Pres            | Reti            | Comp          | Pres          | Reti          | Comp        | Pres        | Reti        | Pres   | Reti   |
| ----------------- | ----------------- | ----------------- | ---------- | ---------- | --------------- | --------------- | --------------- | ------------- | ------------- | ------------- | ----------- | ----------- | ----------- | ------ | ------ |
| 2004-2005         | Lugano            | PD                | 31         | 0          | CS              | 2               | 0               |               | -             | -             |             | -           | -           | 33     | 0      |
| 2005-2006         | Genoa             | C1                | 11+4       | 0          | CI              | -               | -               |               | -             | -             |             | -           | -           | 15     | 0      |
| 2006-2007         | Genoa             | B                 | 25         | 2          | CI              | 5               | 0               |               | -             | -             |             | -           | -           | 30     | 2      |
| Totale Genoa      | Totale Genoa      |                   | 36+4       | 2          |                 | 5               | 0               |               | -             | -             |             | -           | -           | 45     | 2      |
| 2007-2008         | Cesena            | B                 | 27         | 0          | CI              | 1               | 0               |               | -             | -             |             | -           | -           | 28     | 0      |
| 2008-2009         | Vicenza           | B                 | 39         | 2          | CI              | -               | -               |               | -             | -             |             | -           | -           | 39     | 2      |
| 2009-2010         | Vicenza           | B                 | 41         | 3          | CI              | 1               | 1               |               | -             | -             |             | -           | -           | 42     | 4      |
| 2010-2011         | Vicenza           | B                 | 38         | 2          | CI              | 3               | 0               |               | -             | -             |             | -           | -           | 41     | 2      |
| 2011-2012         | Vicenza           | B                 | 34+2       | 0          | CI              | 1               | 0               |               | -             | -             |             | -           | -           | 37     | 0      |
| Totale Vicenza    | Totale Vicenza    | Totale Vicenza    | 152+2      | 9          |                 | 5               | 1               |               | -             | -             |             | -           | -           | 159    | 10     |
| 2012-2013         | Ternana           | B                 | 21         | 0          | CI              | 2               | 0               |               | -             | -             |             | -           | -           | 23     | 0      |
| 2013-2014         | Ternana           | B                 | 6          | 0          | CI              | 0               | 0               |               | -             | -             |             | -           | -           | 6      | 0      |
| Totale Ternana    | Totale Ternana    | Totale Ternana    | 27         | 0          |                 | 2               | 0               |               | -             | -             |             | -           | -           | 29     | 0      |
| gen.-giu. 2014    | Virtus Entella    | 1D                | 7          | 0          | CI+CILP         | 0               | 0               |               | -             | -             | SdL-1D      | 2           | 0           | 9      | 0      |
| 2014-2015         | Virtus Entella    | B                 | 32+1       | 1          | CI              | 1               | 0               |               | -             | -             |             | -           | -           | 34     | 1      |
| Totale Entella    | Totale Entella    | Totale Entella    | 39+1       | 1          |                 | 1               | 0               |               | -             | -             |             | 2           | 0           | 43     | 1      |
| dic. 2015-2016    | Lucchese          | LP                | 18         | 0          | CI+CI-LP        | -               | -               |               | -             | -             |             | -           | -           | 18     | 0      |
| 2016-2017         | Reggina           | LP                | 35         | 1          | CI-LP           | 1               | 0               |               | -             | -             |             | -           | -           | 36     | 1      |
| 2017-2018         | Bassano           | C                 | 25+2       | 0          | CI+CI-C         | 1+0             | 0               |               | -             | -             |             | -           | -           | 28     | 0      |
| 2018-2019         | Vis Pesaro        | C                 | 28         | 0          | CI-C            | 0               | 0               |               | -             | -             |             | -           | -           | 28     | 0      |
| 2019-2020         | Vis Pesaro        | C                 | 5          | 0          | CI-C            | 0               | 0               |               | -             | -             |             | -           | -           | 5      | 0      |
| Totale Vis Pesaro | Totale Vis Pesaro | Totale Vis Pesaro | 33         | 0          |                 | 0               | 0               |               | -             | -             |             | -           | -           | 33     | 0      |
| 2021-2022         | Ligorna           | D                 | 27         | 0          | CI-D            | 0               | 0               | -             | -             | -             | -           | -           | -           | 27     | 0      |
| 2022-2023         | Ligorna           | D                 | 25+1       | 1          | CI-D            | 3               | 0               | -             | -             | -             | -           | -           | -           | 29     | 1      |
| 2023-2024         | Ligorna           | D                 | 19         | 0          | CI-D            | 0               | 0               | -             | -             | -             | -           | -           | -           | 19     | 0      |
| 2024-2025         | Ligorna           | D                 | 5          | 0          | CI-D            | 1               | 0               | -             | -             | -             | -           | -           | -           | 6      | 0      |
| Totale Ligorna    | Totale Ligorna    | Totale Ligorna    | 76+1       | 1          |                 | 4               | 0               |               | -             | -             |             | -           | -           | 81     | 1      |
| Totale carriera   | Totale carriera   | Totale carriera   | 501+12     | 12         |                 | 22              | 1               |               | -             | -             |             | 2           | 0           | 537    | 13     |